# Шарлевиль-Ла-Уйер
Шарлеви́ль-Ла-Уйе́р (фр. Charleville-La Houillère) — кантон во Франции, находится в регионе Шампань — Арденны, департамент Арденны. Входит в состав округа Шарлевиль-Мезьер.
Код INSEE кантона — 0832. Всего в кантон Шарлевиль-Ла-Уйер входит 3 коммуны, из них главной коммуной является Шарлевиль-Мезьер.

## Коммуны кантона
| Коммуна          | Население, чел. (1999) | Почтовый индекс | Код INSEE |
| ---------------- | ---------------------- | --------------- | --------- |
| Дамузи           | 448                    | 08090           | 08137     |
| Ульдизи          | 331                    | 08090           | 08230     |
| Шарлевиль-Мезьер | 14 146                 | 08000           | 08105     |

## Население
Население кантона на 1999 год составляло 14 925 человек.
| 1962 | 1968 | 1975 | 1982 | 1990 | 1999   | 2006 | 2007 | 2008 |
| ---- | ---- | ---- | ---- | ---- | ------ | ---- | ---- | ---- |
| —    | —    | —    | —    | —    | 14 925 | —    | —    | —    |